# Карл Детроа
Карл Детроа (Мехмед Али паша) (от немски Ludwig Karl Friedrich Detroit) е турски офицер от германски произход, бригаден генерал. Участник в Руско-турската война (1877-1878)

## Биография
Карл Детроа е роден през 1827 г. в град Магдебург. Етнически германец. Служи като юнга на търговски кораби.
При поредното плаване остава в Цариград (1843). Приема исляма и името Мехмед Али. Завършва Цариградското военно училище. Офицер в турската армия от 1853 г.
Участва в Кримската война (1853-1856). Повишен във военно звание бригаден генерал и участва като командир на армейски корпус в потушаването на въстанието в Босна и Херцеговина.
Участва в Руско-турската война (1877-1878). Назначен е за главнокомандващ османските сили на Балканския полуостров и командир на Източнодунавската армия. Заменя на първия пост Абдул Керим Надир паша. Отзован след неуспеха в Шипченската битка през август 1877 г. и затварянето на блокадата на Плевен.
Назначен е за командир на Орханийската османска армия на 22 октомври/2 ноември 1877 г. Състава е от 25 470 офицери и войници. Не успява да предотврати настъплението на Западния руски отряд с командир генерал-лейтенант Йосиф Гурко, който печели битката при Правец. Освободен е от поста и е заменен от Шакир паша на 22 ноември/4 декември 1877 г.
След края на войната е втори османски делегат на Берлинския конгрес. Загива като главнокомандващ османските войски в Албания през 1878 г.